# Fanny Kaplan
Fanny Jefimovna Kaplan (ryska: Фанни Ефимовна Каплан, Fanni Jefimovna Kaplan), egentligen Fejga Chaimovna Rojtblat (ryska: Фейга Хаимовна Ройтблат), född 10 februari 1890 i guvernementet Volynien i Ryssland, död 3 september 1918 i Moskva, var en ukrainsk-judisk anarkist och socialrevolutionär.

## Biografi
Fanny Kaplan förövade den 30 augusti 1918 ett attentat mot Lenin. Han höll ett tal i en fabrik i Moskva och Kaplan sköt tre skott mot honom. Lenin fördes sårad till Kreml, men han överlevde. Kaplan greps och förhördes av tjekan, enligt uppgift under tortyr. När det framkom att hon inte skulle avslöja sina uppdragsgivare dömdes hon till döden och avrättades. Samma dag dödades en av Lenins män, Moisej Uritskij, i ett attentat i Petrograd. Attentaten togs som startsignal för en upptrappad kampanj mot oppositionella element, varvid hundratals avrättades.
Kaplan var socialrevolutionär och anarkist och ogillade starkt den väg som Ryssland tagit efter införandet av, som hon såg det, partiets diktatur över proletariatet. Hon motsatte sig freden med Tyskland som Lenin framtvingat samt upphävandet av dumans makt till förmån för kommunistpartiet. Efter attentatet förhördes hon, men hon avgav endast denna skriftliga deklaration.
| ” | Mitt namn är Fanny Kaplan. Idag har jag skjutit Lenin. Jag gjorde det på egen hand. Jag vill inte säga vem som gav mig revolvern. Jag avslöjar inga detaljer. Jag beslutade mig för länge sedan att skjuta Lenin. Jag betraktar honom som en förrädare av revolutionen. Jag deporterades till Akatui för att ha deltagit i ett attentatsförsök mot en tsaristisk tjänsteman i Kiev. Jag avtjänade elva års straffarbete. Efter revolutionen blev jag fri. Jag stödde den konstituerade församlingen och det gör jag fortfarande. | „ |

I ett brev till en kamrat skrev Kaplan från fängelset:
| ” | De sände den ene efter den andre av sina lakejer för att pressa ut information ur mig. De tror inte jag var kapabel att göra det själv. Kanske också Du inte heller kan tro det? Men det är sant. Innan detta brev når Dig kommer Du att läsa i tidningarna att jag sköt Lenin. Jag tror inte jag lyckades döda honom. Om jag ångrar något så är det bara detta. Han är en förrädare mot revolutionen. Jag lägger ansvaret för den landsförrädiska freden med Tyskland och för upplösningen av den konstituerande församlingen framför hans fötter. Detta är vad jag också sagt mina inkvisitorer och räknar därför inte med att detta brev blir censurerat. Att detta brev alls når Dig har jag anförtrott åt Yakov Peters. | „ |

Kaplan blev därpå skjuten av tjekan utan rättegång den 3 september 1918.
Forskaren Arkadij Vaksberg har ifrågasatt att Kaplan skulle ha kunnat vara den skyldiga, eftersom hon hade starkt nedsatt syn. Andra menar att Kaplan endast hade problem med synen i perioder och inte vid attentatstillfället. Enligt Vaksberg fanns det inte ett enda vittne som kunnat identifiera Kaplan som den som avlossat skotten. Chauffören Stephan Gil kunde endast se ”en kvinnohand med en automatpistol”. Ingen hade sett Kaplan med pistol i handen. Kaplan flydde ej heller från platsen vilket påstods. Hon hade heller inte erkänt utan hävdat; det var inte jag. 